# نيكولا رادوفيتش
نيكولا رادوفيتش هو لاعب كرة قدم صربي في مركز الهجوم، ولد في 10 يوليو 1992 في كرالييفو في صربيا. لعب مع نادي ياغودينا.

## وصلات خارجية
- نيكولا رادوفيتش على موقع قاعدة بيانات كرة القدم.إي يو (الإنجليزية)
- نيكولا رادوفيتش على موقع Soccerway.com (الإنجليزية)